# Domen Bratož
Domen Bratož (Novo mesto, 23 marzo 1993) è un cestista sloveno.

## Palmarès
- Campionato sloveno: 1

Šentjur: 2014-15